# Понсе де Минерва
Понсе де Минерва (исп. Ponce de Minerva; 1114/1115 — 27 июля 1175) — дворянин, придворный, губернатор и военачальник, в разное время служивший королевствам Леон и Кастилия. Родом из Окситании, он приехал молодым человеком в Леон (1127 год), где он вырос, вероятно, в тесной связи с королевской семьёй. Его общественная карьера, сначала в качестве придворного и рыцаря в военной свите короля Леона и Кастилии Альфонсо VII, началась в 1140 году. Понсе де Минерва сохранял верность последнему, хотя с 1168 по 1173 год находился в добровольной ссылке на службе у короля Кастилии Альфонсо VIII.
У Понсе де Минервы была долгая и блестящая военная карьера. Он участвовал не менее чем в двенадцати кампаниях, более половины из них — кампании Реконкисты против мавров, а также кампании против Наварры (1140 год), Португалии (1141 год) и Кастилии (1162 и 1163 годы). В ходе кампании против кастильских повстанцев он был взят в плен. Он приобрёл земельные богатства в основном за счёт королевского продвижения — даже в крупных городах королевства, таких как Леон и Толедо — и выгодного брака — его жена была потомком Гарсии Санчеса III Наваррского — и он поднялся до двух самых высоких рангов, графа и майордома, как в Кастилии, так и в Леоне. В 1167 году он основал монастырь Санта-Мария-де-Сандовал, а также был донором Ордена Калатравы. В 1173 году он вновь заселил половину деревни Асанья и даровал ей фуэро (хартию привилегий).

## Происхождение и ранние годы

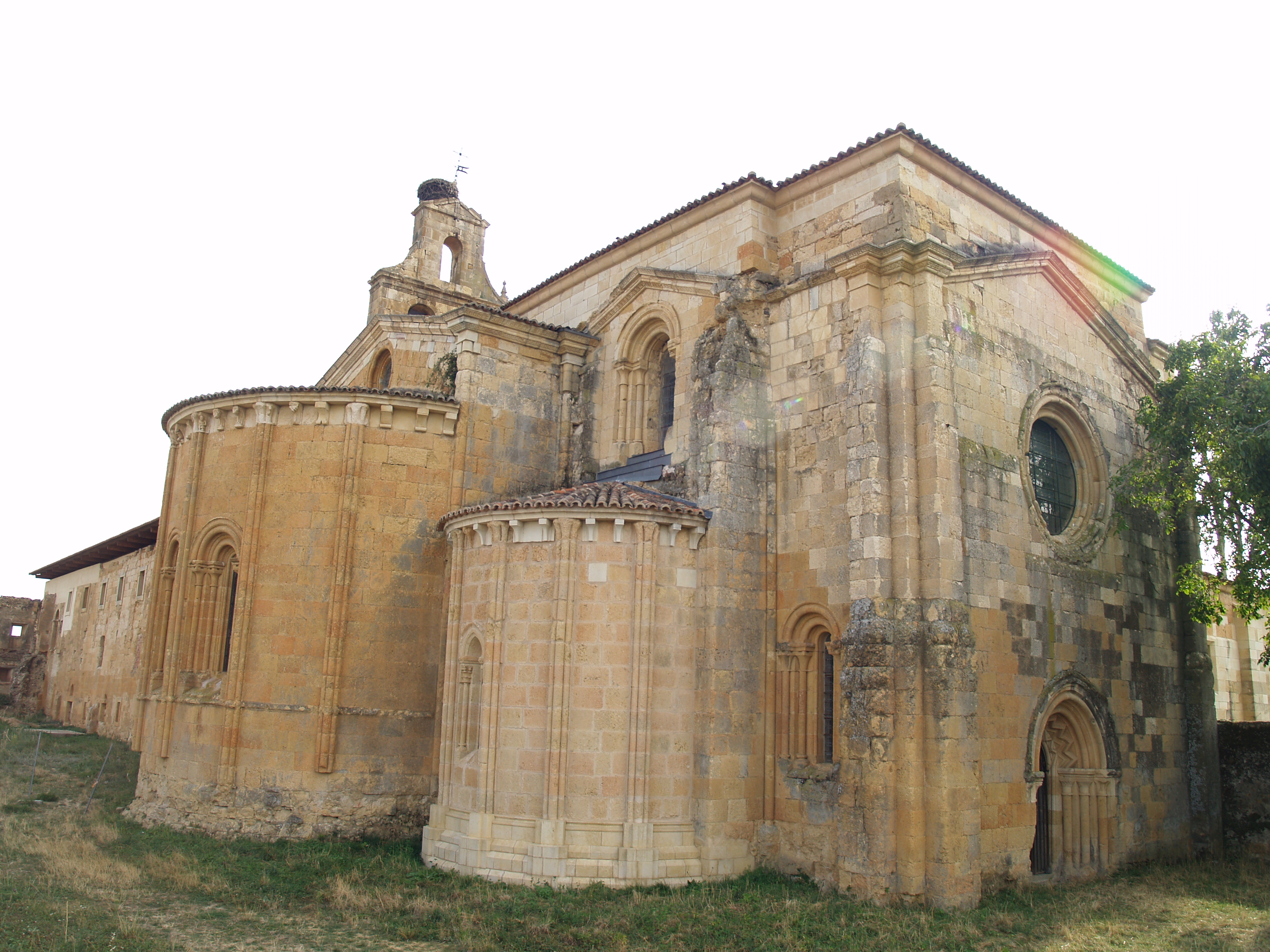
Монастырь Сандоваль, основанный Понсе де Минервой и его родственниками в 1167 году.

Из-за его географического названия считается, что Понсе мог родиться в Минерве в регионе Лангедок, управляемом в то время графами Барселонские, возможно, связанными с ними, а также с графами Тулузы. Хотя дата его рождения не задокументирована, в хрониках указано, что он был очень молод, когда прибыл в королевство Леон, вероятно, около двенадцати лет. Его образованием руководил инфанта Санча Раймундес, сестра Альфонсо VII, как она сама объясняет, когда 30 мая 1140 года пожертвовала поместье Аргавальонес юному Понсе, которое было частью её детства по случаю её свадьбы — несомненно, устроенной принцессой — с Эстефанией Рамирес, дочерью графа Рамиро Фройласа. Это также могла быть инфанта, которая вскоре после этого добилась для своего протеже должности наместника короля, которую он занимал с 1142 по 1144 год.
В расследовании, проведённом в 1207 году по просьбе короля Леона Альфонсо IX, сообщается, что граф Понсе прибыл в 1127 году со свитой, сопровождавшей Беренгарию Барселонскую на её свадьбу с королём Леона и Кастилии Альфонсо VII. Будущую королеву Беренгрию сопровождали различные каталонские и франкские дворяне, такие как граф Понсе Хиральдо де Кабрера, который позже занимал весьма важные должности в королевствах Леон и Кастилия.

## Придворная и военная карьера
Впервые он появляется в качестве члена королевской двора 9 сентября 1140 года, когда он подтвердил — как королевский альферес — диплом короля Альфонсо VII. С этой даты его присутствие при дворе было постоянным, и он появляется, подтверждая королевские дипломы и сопровождая короля Леона в различных кампаниях и переговорах. В 1140 году он был в королевстве Памплона во время кампании леонского монарха против короля Памплоны Гарсиа Рамиреса, с которым в том же году он подписал мир. Он также участвовал в кампании против Португалии в 1141 году, а также в осаде Кориа в 1142 году, экспедициях на Кордову и Гранаду в 1147 году и, возможно, в Хаэне и Баэсе в 1141 году, Гуадиксе в 1152 году и Андухаре в 1155 году. Король Альфонсо VII в 1153 году подарил Понсе замок Альбур (Вильяманрике) за службу bono et fidelit, которую граф оказал ему в взятие Альмерии и в других местах.

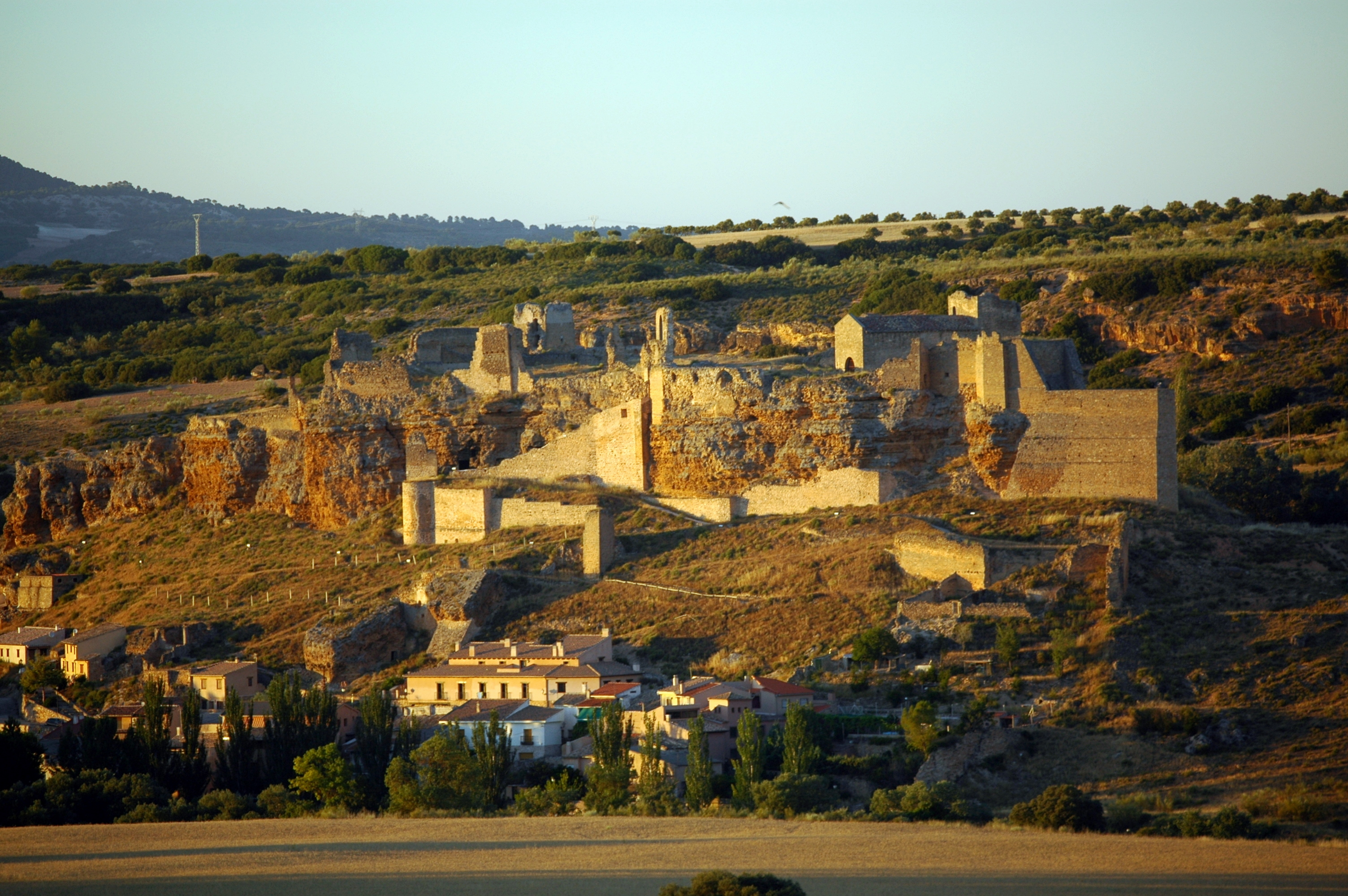
Крепость в Сорита-де-лос-Канес, где был заключён в тюрьму граф Понсе де Минерва.

Граф Понсе де Минерва также был одним из доверенных лиц нового короля Леона Фердинанда II после смерти Альфонсо VII. Он участвовал вместе с другими дворянами в переговорах о подписании Саагунского мирного договора в 1158 году между королём Фердинандом и его старшим братом Санчо III, королём Кастилии. После подписания этого договора он отвечал за охрану территорий, которые кастильский король узурпировал у своего брата Фернандо. Он сопровождал короля Леона в различных военных экспедициях, включая набеги на Кастилию в 1162 и 1163 годах, в 1162 году для подавления народных восстаний в Саламанке, а затем и в Галисии в 1159 году, а также в заключении мира с Португалией в 1165 году.
В июле 1167 года он уже имел графское достоинство и в том же году был назначен майордомом короля Фердинанда II Леонского. Однако в 1168 году по неизвестным причинам граф Понсе покинул королевство Леон и отправился в изгнание в Кастилию. Упомянутое изгнание совпало с прибытием в королевство графа Эрменгола VII Урхельского, который стал занимать важные посты, в том числе королевского майордома. Он исчезает из леонской документации с 9 мая 1168 года после потери некоторых владений, таких как город Леон и Майорга. Он отсутствовал около пяти лет в королевстве Леон и отправился в Кастилию, чтобы служить новому королю Альфонсо VIII.
Занимал различные должности при кастильском дворе. Он также принял участие в экспедиции под руководством короля Альфонсо VIII и рода Лара по взятию крепости Сорита-де-лос-Канес в апреле 1169 года, которая в то время находилась в руках Кастро. Понсе де Минерва и Нуньо Перес де Лара были схвачены, и им пришлось ждать до 19 мая того же года, чтобы вернуть себе свободу.
Он был в Бургосе в 1170 году на свадьбе короля Альфонсо VIII с английской принцессой Элеонорой Плантагенет, а в мае 1172 года он был назначен майордомом кастильского короля и занимал эту должность до июня 1173 года. Альфонсо VIII пожаловал ему сеньории Сальданья, Каррион-де-лос-Кондес и Боадилья-де-Риосеко.
Осенью 1173 года он примирился с королем Фердинандом II и к октябрю снова оказался при дворе леонского монарха, что совпало с походом королевства графа Урхельского. В феврале 1174 года он и его жена Эстефания пожертвовали участок земли в Вильяльба-де-ла-Лома монастырю Саагун в обмен на госпиталь дона Гарсии. В октябре того же года король Фердинанд даровал графам, uobis dilecto meo comiti Poncio, et uxori our comitissa domnae Stepahnie, привилегию, которая освобождала вассалов графа от уплаты дани.
В мае 1175 года он снова был при кастильском дворе, но к июню того же года снова оказался при дворе Леона. С этого месяца он исчезает из документации и вскоре умер, возможно, 27 июля, согласно годовщине основанного им монастыря, до 30 июля, когда его вдова и дети сделали пожертвование аббатству Санта-Мария-де-Беневивере, а в другой сделке они пожертвовали тому же аббатству поместья Санта-Марина-де-Леронес, а также госпиталю Дона Гарсии за душу графа Понсе.

## Сеньории и владения
В 1141 году король Альфонсо VII подарил Киро, поместье между Кинтанильей и Каррисо. Год спустя, в 1142 году, он получил место Сандовал в муниципалитете Мансилья-Майор, который позже был назван Вильяверде-де-Сандовал. В 1146 году король пожаловал ему некоторые владения в Вильяморос-де-Мансилья propter seruicium quod mihi fecistis et facitis (за услуги, которые вы мне оказали и продолжаете оказывать). Спустя годы монарх сделал несколько пожертвований: Парамо в 1159 году, места Салио и Феррерас в 1161 году; Вильямандос на берегу Эслы, а также поместье в Вильяманьяне в 1164 году.
Что касается владений, то в 1146 году король доверил ему управление Майоргой, а в 1148 году — Торрес-де-Леон, которым ранее руководил граф Осорио Мартинес. Позднее, в 1159 году, он получил владения Вальдерас, Мельгар-де-Арриба в 1161 году и Сеон, Рианьо и Бураун в 1164 году. С 1165 года он управлял тененсией Коянса, а также Асторги.

## Основание Сандовальского монастыря
Понсе и его жена Эстефания способствовали расширению цистерцианского ордена в королевстве Леон и Кастилия. 15 февраля 1167 года супруги и их дети, Рамиро, Мария и Санча, сделали пожертвование Диего Мартинесу, монаху монастыря Санта-Мария-де-ла-Санта-Эспина, из места Сандовал, которое оба получили Альфонсо VII в декабре 1142 года за основание цистерцианского монастыря. Кроме того, для лечения своих душ они пожертвовали другие поместья, в том числе Вильяверде и Санта-Эухения. Монастырь, основанный этим браком, был монастырем Сандовал. Став вдовой и исполнив желание своего покойного мужа, Эстефания основала в 1176 году Королевский монастырь Санта-Мария-де-Бенавидес. Позже Эстефания пожертвовала земли в Каррисо, которые она получила в качестве залога, а также другое имущество, чтобы пожертвовать, и основала монастырь Санта-Мария-де-Каррисо, где она удалилась и жила до своей смерти в 1183 году.

## Брак и потомство
Понсе де Минерва женился до мая 1140 года на графине Эстефании Рамирес, представительнице рода Флаинесов, дочери графа Рамиро Фройласа и его жены графини Санчи Родригес и внучке графа Фруэлы Диаса. Дети от этого брака были:
- Фернандо Понсе, королевский альферес и граф в 1180 году. В 1173 году Фернандо и его мать, графиня Эстефания, пожертвовали Ордену Калатрава несколько виноградников и садов в Альярисе.
- Рамиро Понсе, также альферес короля Фернандо II в начале 1160 года. В 1180 году он пожертвовал монастырю Сандоваль место Вильяморос, которое император Альфонсо VII передал его отцу.
- Мария Понсе, 1-й муж — Диего Мартинес де Вильямайор, 2-й муж — галисийский граф Родриго Альварес де Саррия. Они расстались по взаимному согласию; Граф Родриго основал Орден Монтегаудио, а она удалилась в монастырь Каррисо вместе со своей матерью и стала первой настоятельницей этого монастыря.
- Санча Понсе, жена графа Педро Гарсия де Аза, также называемая Педро Гарсия де Лерма за то, что он был владельцем указанного места, членом дома Аза и внуком графа Гарсия Ордоньеса. У них было трое детей, в том числе Гонсало Перес де Аса, аббат Санта-Мария-де-Усильос в Паленсии.